# Тау² Волка
Тау² Волка (лат. τ² Lupi), HD 126354 — двойная звезда в созвездии Волка на расстоянии (вычисленном из значения параллакса) приблизительно 319 световых лет (около 97,8 парсеков) от Солнца.

## Характеристики
Первый компонент (CCDM J14262-4523A) — жёлто-белая звезда спектрального класса F4IV или F8. Видимая звёздная величина звезды — +5,2m. Радиус — около 10,41 солнечных, светимость — около 249,85 солнечных. Эффективная температура — около 6607 K.
Второй компонент (CCDM J14262-4523B) — белая звезда спектрального класса A7:. Видимая звёздная величина звезды — +5,3m. Орбитальный период — около 26,2 лет. Удалён на 0,3 угловой секунды.